# Die zwei Leben des Mathias Pascal
Die zwei Leben des Mathias Pascal (Originaltitel: Feu Mathias Pascal) ist ein französisches Filmdrama von Marcel L’Herbier aus dem Jahr 1925, das dieser für seine eigene Gesellschaft Cinégraphic in Zusammenarbeit mit Films Albatros inszenierte. Das Drehbuch schrieb L’Herbier nach dem 1904 erschienenen Roman Il fu Mattia Pascal des sizilianischen Literatur-Nobelpreisträgers Luigi Pirandello. In der Titelrolle war der russische Schauspieler Iwan Mosschuchin zu sehen. Seinen Einstand beim Film gab Michel Simon als Mathias Pascals schüchterner Freund Pomino.

## Handlung
Mathias Pascal, der einzige Sohn einer ehedem wohlhabenden Bürgersfamilie, lebt verarmt in einem kleinen italienischen Städtchen. Dort macht er der schönen Romilde einen Antrag – für seinen Freund Pomino, da dieser sich nicht traut. Romilde heiratet jedoch nicht Pomino, sondern ihn, aber seine Schwiegermutter macht ihm das Leben schwer, das durch seinen Beruf als Hilfsbibliothekar bei der Stadtbücherei nicht einfacher wird. Hinzu kommt noch, dass seine Frau ihrer Mutter zusehends ähnlicher wird, so dass ihm bald nur noch seine eigene Mutter und seine kleine Tochter ein wenig Freude im Leben machen. Doch beide werden am gleichen Tag von einer Krankheit dahingerafft.
Nach diesem Schicksalsschlag flieht Mathias Hals über Kopf nach Monte Carlo. Dort hat er Glück und gewinnt im Casino eine größere Summe. Im Zug liest er auf der Heimfahrt in der Zeitung, dass er für tot erklärt wurde; seine Leiche sei gefunden worden, er habe sich aus Gram selbst das Leben genommen.
Diese Nachricht erscheint ihm als ein Fingerzeig des Schicksals. Er fasst den Entschluss, eine andere Identität anzunehmen, um ein zweites Leben zu beginnen. Er reist nach Rom und mietet sich als ‘Monsieur Adrien’ in der Pension der schönen Adrienne ein, deren Vater, von zweifelhaften Personen umgeben, spiritistische Sitzungen abhält. Hinter der angeblichen Esoterik verbirgt sich jedoch eine Bande von Kriminellen, die den alten Mann in der Hand haben. Deren Anführer Térence hat es auf Adrienne abgesehen, obwohl diese sich schon in ‘Monsieur Adrien’ verliebt hat. Prompt werden dem auch seine 50 000 Francs gestohlen, doch er kann nicht zur Polizei gehen, denn es gibt ihn ja nicht mehr: Er ist ja tot!
Mathias bleibt nichts mehr übrig, als wieder nach Hause zu reisen. Dort aber muss er erfahren, dass seine Romilde wieder geheiratet hat, nunmehr seinen Freund Pomino, und auch schon ein kleines Kind da ist. Er beschließt, das Glück der beiden nicht zu stören, und kehrt wieder nach Rom zu Adrienne und ihrem Vater zurück.

## Hintergrund
Die Dreharbeiten nahmen im Dezember 1924 ihren Anfang; Außenaufnahmen entstanden in Rom, San Gimignano und Monte Carlo. Die Innenszenen wurden in den Studios von Montreuil und Epinay gedreht. Das Bühnenbild schufen Erik Aaes, Alberto Cavalcanti und sein Assistent Lazare Meerson, dessen erstes Engagement dieser Film war. Produktionsleiter war Basile Kourotchkine. Alberto Cavalcanti fungierte auch als Regieassistent.
Da Iwan Mosschuchin bei der „Films Albatros“ unter Vertrag stand, musste sich L’Herbier mit dieser Gesellschaft verständigen, so dass es zur Koproduktion kam.
Für Michel Simon war es das erste Auftreten in einem Film.
Die Originalmusik für den Film schrieb 1925 der aus Warschau gebürtige Komponist und Dirigent Joseph-Eugène Szyfer (1887–1947).
Der Film hatte in Frankreich im Juli 1925 Premiere; in die Kinos kam er aber erst ab Februar 1926. Seiner Länge wegen musste man ihn in zwei Teilen zeigen, was L’Herbier für der Wirkung abträglich fand. Dennoch wurde der Film vom Publikum wie von der Kritik gut aufgenommen. Er spielte geschätzte 1.219.026 Francs ein. Zwei Drittel davon kamen aus Einnahmen außerhalb Frankreichs.
Im englischsprachigen Raum hieß der Film The Late Matthew Pascal, alternativ auch The Living Dead Man. In Amerika wurde er am 6. März 1927 uraufgeführt, in England erst am 31. Dezember 1929. Er lief europaweit in Deutschland, Dänemark, Italien und Spanien, Portugal, Griechenland und Polen. In Übersee wurde er außer in den Vereinigten Staaten auch in Brasilien gezeigt.
In Deutschland erhielt er den Titel Mattia Pascal.

## Rezeption
„Von Pirandello inspiriert, von L’Herbier inszeniert, von Cavalcanti assistiert, dem wir die Dekors verdanken, vom großen Schauspieler Mosjoukine interpretiert, der selbst Autor mehrerer außergewöhnlicher Filme ist … Man weiß nicht, was man zuerst bewundern soll.“ (Henri Langlois)
Luigi Pirandello schrieb 1925 in einem Brief an den Regisseur: „Heute verleihe ich meiner Begeisterung für Marcel L’Herbier Ausdruck, dessen Talent und Charakter ich unendlich schätze. Der Cineast versteht es, in die Ausführung des Films etwas zu legen, was im Roman nicht enthalten ist, und doch dem Original maximale Treue zu bewahren. Erstmals hege ich Vertrauen in die stumme Kunst.“
„Stummfilmklassiker um das Schicksal eines freiheitsliebenden Mannes, der sich letztlich jedoch nach Geborgenheit und Heimat sehnt. Der beeindruckende Film thematisiert Sehnsüchte und Weltflucht, um sich letztlich zum kleinen, realistischen Glück zu bekennen.“ (Filmdienst)
“Pirandello’s 1904 novel has been the source of several films. In L’Herbier’s 1925 silent version, the deliciously morbid fantasy of found freedom and lost identity becomes a witty and subtle comedy-drama, leaving the psychological interpretation to the realm of set design and cinematography. […] The meticulous set designs of Alberto Cavalcanti and Lazare Meerson, combined with the studied framing and startling shadows of the cinematography, create a mood of dark illusion.” (Berkeley Art Museum 1986)
“The White Russian exile Ivan Mosjoukine was arguably the greatest male star of the silent screen. Imagine an actor who combined the matinee idol looks of John Barrymore with the smoldering sexual magnetism of Valentino, the deft physical comedy of Chaplin with the dark Gothic creepiness of Lon Chaney. It sounds impossible, of course – unless you’ve seen Mosjoukine in action.” (David Melville)

## Weitere Verfilmungen
Eine Tonfilmfassung des Pirandello-Stoffes drehte 1937 Pierre Chenal in Frankreich unter dem Titel L’homme de nulle part mit Pierre Blanchar in der Titelrolle. Eine zweiteilige TV-Version, Die zwei Leben des Mattia Pascal (Le due vite di Mattia Pascal), inszenierte 1985 Mario Monicelli in Italien mit internationaler Besetzung und Marcello Mastroianni als Mattia Pascal; eine Kinofassung wurde noch im selben Jahr auf den Filmfestspielen in Cannes gezeigt.

## Restaurierung und Wiederaufführung
Im Jahre 1990 wurde der Film von der Cinémathèque Française zu seiner ursprünglichen Länge und in der originalen Virage restauriert.
Der 1927 in Algerien geborene Pianist Martial Solal hat 2008 bei dem label Gorgone Products eine CD unter dem Titel „Le cinéma muet ‚Feu Mathias Pascal‘ (Musique du film de Marcel Lherbier 1925)“ veröffentlicht, die 16 Kompositionen zu dem Film enthält.
Der Kultursender Arte strahlte den Film am Montag, den 27. Dezember 2010 um 00.05 Uhr unter dem Titel Die zwei Leben des Mathias Pascal im deutschen Fernsehen aus. Die neue Musikfassung stammt von dem 1963 geborenen Komponisten Timothy Brock. Das Orchestra del Teatro Comunale di Bologna spielte sie 2009 unter seiner Leitung ein.
Der Film erschien im Januar 2012 bei der Firma Flicker Alley LLC in digitaler Form (Blu-ray, Full Screen, HiFi Sound, Silent, Subtitled). Dazu gibt es ein Booklet mit einem Essay von Richard Abel.